# Manuel Rodrigues da Costa
Manuel Rodrigues da Costa (Freguesia dos Carijós, São José del-Rei, Minas Gerais, 2 de julho de 1754 — Barbacena, Minas Gerais, 19 de janeiro de 1844) foi um sacerdote católico, revolucionário e político brasileiro que participou da Inconfidência Mineira  e da Primeira Assembleia Nacional Constituinte do Brasil.

## Dados biográficos básicos
Nasceu no arraial de Nossa Senhora da Conceição do Campo Alegre dos Carijós, sendo filho dos portugueses capitão-mor Manuel Rodrigues da Costa e de Joana Teresa de Jesus e neto paterno de Miguel Rodrigues da Costa e Inácia Pires . Era afilhado de João Rodrigues de Macedo, banqueiro e proprietário do imóvel atualmente conhecido como a Museu Casa dos Contos, em Ouro Preto.
Estudou no seminário da cidade de Mariana e ordenou-se padre em 1780. Residiu na sua Fazenda do Registro Velho, no atual município de Barbacena.

## Inconfidência Mineira
Em sua fazenda, hospedou Joaquim José da Silva Xavier, que o convenceu a participar na Inconfidência Mineira. Após a delação de Joaquim Silvério dos Reis, foi condenado a degredo de dez anos em Lisboa, em dependências eclesiásticas. Também foram confiscados muitos de seus bens, dentre os quais metade da Fazenda Tapera, um título de terras minerais, sua rica biblioteca, móveis, utensílios domésticos, dois escravos, tabaco e uma batina, que atualmente está exposta no Museu da Inconfidência, em Ouro Preto. A Fazenda do Registro Velho foi preservada por ser meação da sua mãe.

## Retorno ao Brasil
Depois de seu retorno ao Brasil, dedicou-se à administração da fazenda Registro Velho. Atuou também como industrial, tendo fundado uma tecelagem e se dedicado à fabricação de vinho e óleo de oliva. Auguste de Saint-Hilaire, em sua viagem por Minas Gerais, visitou-o e escreveu que o padre havia trazido de Portugal máquinas para fazer tecidos, utilizando lã de ovelha e linho, que produzia em suas terras . Estes seus projetos, no entanto, não foram bem-sucedidos. 
Em sequência à revolução liberal do Porto, foi eleito para as Cortes Gerais Extraordinárias e Constituintes da Nação Portuguesa em 1820. 

## Vida no Império do Brasil
Ao mesmo tempo, participou ativamente nos acontecimentos que levaram ao "Dia do Fico" e à Independência do Brasil.
Depois da Independência do Brasil, elegeu-se deputado por Minas Gerais à Assembleia Constituinte de 1823 e reelegeu-se para a Legislatura Ordinária de 1826, embora não tenha servido este último mandato.
Em 1831, Pedro I, que o admirava, hospedou-se na Fazenda do Registro Velho, condecorou-o com as Ordens de Cristo e do Cruzeiro e o nomeou cônego da Capela Imperial. Paradoxalmente, em 1833, o padre Manuel Rodrigues da Costa articulou na mesma fazenda o movimento que culminaria no 10 de junho da revolta liberal de 1842, as reações liberais ao primeiro ministério conservador de Pedro II . 
Em 1839, o padre Manuel Rodrigues da Costa foi entrevistado pelo também inconfidente José de Resende Costa Filho, que escrevia sua versão da Inconfidência Mineira. Era apenas o terceiro relato sobre esse movimento . Nesta época também tornou-se um dos primeiros sócios do Instituto Histórico e Geográfico Brasileiro. Foi tio da pioneira sul-mato-grossense Eleodora Rodrigues da Costa, filha do irmão de Manuel, Joaquim Rodrigues da Costa.
Foi o último dos inconfidentes a falecer. Foi sepultado na igreja matriz de Barbacena; no entanto, seus restos mortais foram perdidos durante a reforma dessa igreja no século XX.